# Marlboro 500 2000
Marlboro 500 2000 var ett race som var den tjugonde och sista deltävlingen i CART World Series 2000. Racet kördes den 30 oktober på California Speedway i Fontana, Kalifornien.

## Tävlingen
Med ett spektakulärt varv på 241,428 mph (388 km/h) satte Gil de Ferran världsrekord på stängd bana under kvalet, och slog därmed Maurício Gugelmins rekord från 1997. Det gav de Ferran en viktig bonuspoäng till mästerskapet, och han höll huvudet kallt även under tävlingsdagen, och säkrade mästerskapet för honom och Marlboro Team Penske, genom en tredjeplats. Christian Fittipaldi tog sin första seger för säsongen, i sin sista tävling för Newman/Haas Racing, medan Roberto Moreno säkrade en oväntad tredjeplats i mästerskapet för Patrick Racing. Motorerna var för marginellt byggda, och bara sju av de 25 startande tog målflagg efter 500 miles. Adrián Fernández var femma av dessa, vilket inte räckte för att besegra de Ferran i sammandraget, men gav honom en karriärbästa andraplats. Kenny Bräck bröt tävlingen, men blev ändå fyra totalt, samt bäste nykomling. Den stora överraskningen i tävlingen var annars att debutanten Casey Mears slutade fyra.

## Slutresultat
| Plats | Förare               | Team                     | Grid | Kvaltid |
| ----- | -------------------- | ------------------------ | ---- | ------- |
| 1     | Christian Fittipaldi | Newman/Haas Racing       | 3    | 30,553  |
| 2     | Roberto Moreno       | Newman/Haas Racing       | 19   | 31,529  |
| 3     | Gil de Ferran        | Marlboro Team Penske     | 1    | 30,255  |
| 4     | Casey Mears          | Team Rahal               | 15   | 31,298  |
| 5     | Adrián Fernández     | Patrick Racing           | 14   | 31,261  |
| 6     | Alex Tagliani        | Forsythe Racing          | 10   | 30,999  |
| 7     | Tarso Marques        | Dale Coyne Racing        | 25   | 32,315  |
| 8     | Alex Barron          | Dale Coyne Racing        | 20   | 31,552  |
| 9     | Hélio Castroneves    | Marlboro Team Penske     | 4    | 30,561  |
| 10    | Juan Pablo Montoya   | Chip Ganassi Racing      | 5    | 30,731  |
| 11    | Michel Jourdain Jr.  | Bettenhausen Motorsports | 23   | 32,042  |
| 12    | Max Papis            | Team Rahal               | 13   | 31,146  |
| 13    | Kenny Bräck          | Team Rahal               | 8    | 30,912  |
| 14    | Patrick Carpentier   | Forsythe Racing          | 11   | 31,088  |
| 15    | Mark Blundell        | PacWest Racing           | 21   | 31,642  |
| 16    | Shinji Nakano        | Walker Racing            | 24   | 32,314  |
| 17    | Maurício Gugelmin    | PacWest Racing           | 22   | 31,708  |
| 18    | Tony Kanaan          | Mo Nunn Racing           | 12   | 31,101  |
| 19    | Michael Andretti     | Newman/Haas Racing       | 2    | 30,550  |
| 20    | Oriol Servià         | PPI Motorsports          | 16   | 31,354  |
| 21    | Memo Gidley          | Della Penna Motorsports  | 17   | 31,358  |
| 22    | Jimmy Vasser         | Chip Ganassi Racing      | 6    | 30,792  |
| 23    | Dario Franchitti     | Team KOOL Green          | 7    | 30,795  |
| 24    | Paul Tracy           | Team KOOL Green          | 9    | 30,923  |
| 25    | Cristiano da Matta   | PPI Motorsports          | 18   | 31,491  |